# Metoda Gutmanna
Metoda Gutmanna – algorytm wykorzystywany do trwałego usuwania danych (np. pliku) z nośników magnetycznych (dysk twardy). Opracowany przez Petera Gutmanna oraz Colina Plumb, wykorzystuje nadpisywanie danych 35 seriami wzorców.
Wzorce nadpisywania zostały wybrane przy założeniu, że użytkownik nie zna zasady kodowania informacji wykorzystywanej przez dysk twardy. W związku z tym algorytm opisuje wzorce zaprojektowane dla trzech różnych typów dysku. Użytkownik, który wie, jaki typ dysku posiada, może wybrać tylko te wzorce, które są mu potrzebne.
Większość wzorców wchodzących w skład algorytmu została zaprojektowanych do wymazywania danych dysków starszych, stosujących metody MFM/RLE do zapisywania danych. Współczesne urządzenie nie wykorzystuje już tych metod, co powoduje, że wiele wzorców stosowanych w algorytmie jest bezużytecznych.

## Opis techniczny
Jedną ze standardowych metod odzyskiwania danych, które zostały nadpisane na dysku twardym, jest pomiar sygnału analogowego odczytywanego z dysku poprzez głowicę, zanim sygnał ten zostanie zdekodowany. Sygnał ten będzie podobny do idealnego sygnału cyfrowego, jednak różnica jest istotna z punktu widzenia odzyskiwania danych. Obliczając idealny sygnał cyfrowy, odejmując go od pierwotnego sygnału analogowego oraz wzmacniając otrzymaną w ten sposób różnicę można odczytać zapisaną poprzednio informację.
Na przykład:
Sygnał analogowy: +11.1 -8.9 +9.1 -11.1 +10.9 -9.1
Idealny sygnał cyfrowy: +10.0 -10.0 +10.0 -10.0 +10.0 -10.0
Różnica: +1.1 +1.1 -0.9 -1.1 +0.9 +0.9
Poprzedni sygnał: +11 +11 -9 -11 +9 +9
Technika ta może zostać zastosowana ponownie w celu odtworzenia poprzedniego sygnału:
Odzyskany sygnał: +11 +11 -9 -11 +9 +9
Idealny sygnał cyfrowy: +10.0 +10.0 -10.0 -10.0 +10.0 +10.0
Różnica: +1 +1 +1 -1 -1 -1
Poprzedni sygnał: +10 +10 -10 -10 +10 +10
Wzorce użyte przy tworzeniu tego algorytmu zostały zaprojektowane w ten sposób, aby stosowały zmieniające się pole magnetyczne do powierzchni dysku i w ten sposób aproksymowały materiał pod powierzchnią.